# ローン・シャバノル
ローン・シャバノル（Loan Chabanol、1982年 - ）は、フランスの女優、モデル。ベトナムとドイツとイタリアとの混血である。「ロアン・シャバノル」と表記されることもある。

## 経歴
1982年、パリに生まれる。モデルとして『Elle』や『Marie Claire』などの雑誌にて表紙を飾る。2010年、ニューヨークに渡り、リー・ストラスバーグの演劇学校にて演技を学ぶ。ジョン・タトゥーロ監督の『ジゴロ・イン・ニューヨーク』で映画初出演を果たす。つづくポール・ハギス監督の『サード・パーソン』ではジェームズ・フランコと共演した。2015年、カミーユ・ドゥラマーレ監督の『トランスポーター イグニション』でヒロインのアンナを演じる。

## フィルモグラフィー

### 長編映画
- ジゴロ・イン・ニューヨーク Fading Gigolo（2013年）
- サード・パーソン The Third Person （2013年）
- トランスポーター イグニション The Transporter Refueled （2015年）

### 短編映画
- Vero Nica（2014年）